# ロッカマンドルフィ
ロッカマンドルフィ（イタリア語: Roccamandolfi）は、イタリア共和国モリーゼ州イゼルニア県にある、人口約900人の基礎自治体（コムーネ）。

## 地理

### 位置・広がり

#### 隣接コムーネ
隣接するコムーネは以下の通り。括弧内のCEはカゼルタ県、CBはカンポバッソ県所属を示す。
- カンタルーポ・ネル・サンニオ
- カステルピッツート
- ガッロ・マテーゼ (CE)
- レティーノ (CE)
- ロンガーノ
- サン・グレゴーリオ・マテーゼ (CE)
- サン・マッシモ (CB)
- サンタ・マリーア・デル・モリーゼ